# Нанумеа

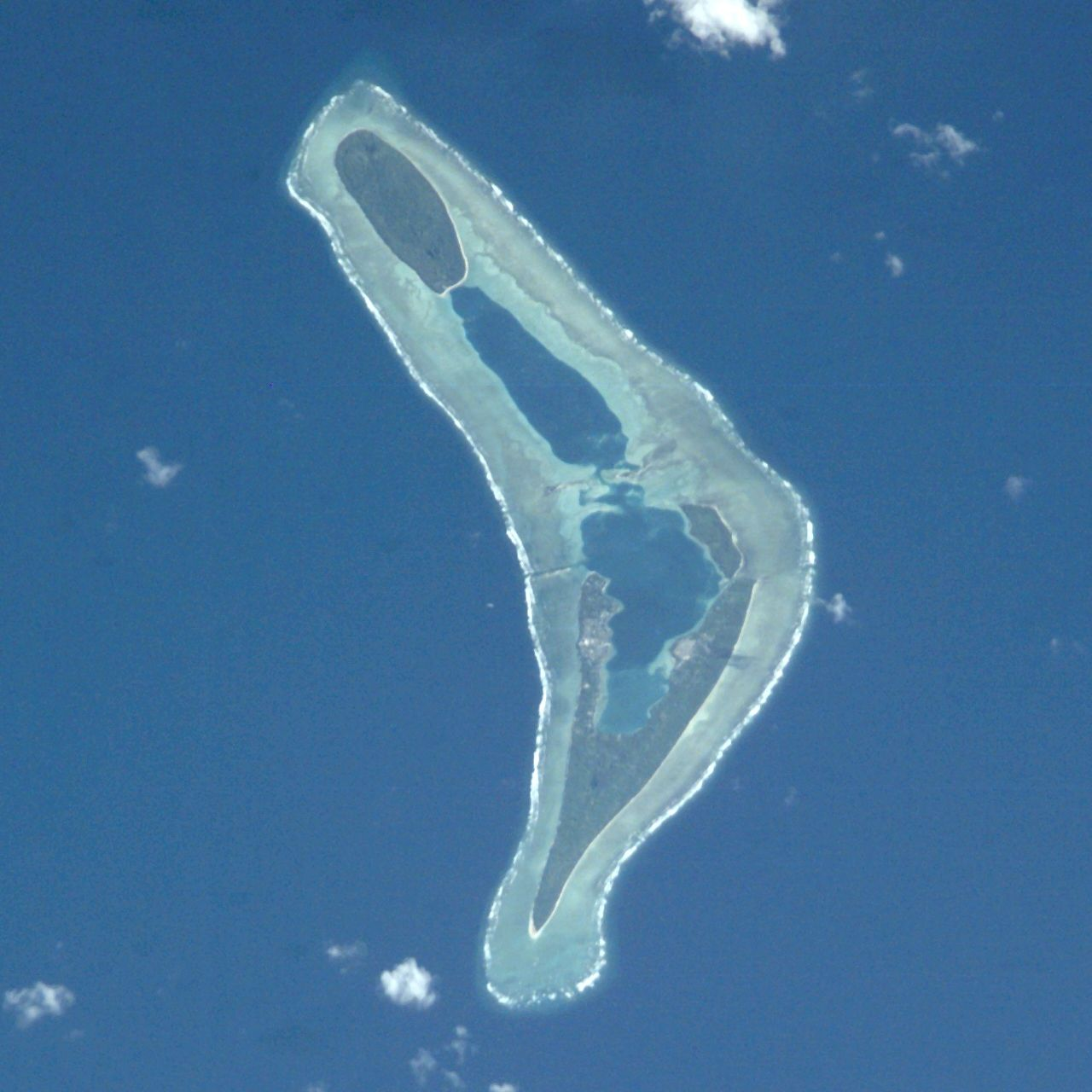
Атолл Нанумеа (вид из космоса).

Нанумеа (англ. Nanumea) — коралловый атолл, расположенный на северо-западе группы островов Тувалу. Административно-территориальная единица (островной совет) государства Тувалу.

## География
Площадь — 3,87 км².
Атолл состоит из пяти островов:
| Остров          | Площадь, км² | Координаты                       |
| --------------- | ------------ | -------------------------------- |
| Нанумеа         | 2,380        | 05°40′57″ ю. ш. 176°07′33″ в. д. |
| Лакена          | 1,240        | 05°38′50″ ю. ш. 176°04′05″ в. д. |
| Темотуфолики    | 0,240        | 05°39′38″ ю. ш. 176°06′52″ в. д. |
| Театуа-а-Таэпоа | 0,005        | 05°39′33″ ю. ш. 176°06′14″ в. д. |
| Лефогаки        | 0,002        | 05°39′50″ ю. ш. 176°06′03″ в. д. |

Длина самого крупного из островов составляет около 3 км. На нём расположен единственный населенный пункт атолла — деревня Лолуа (англ. Lolua). Второй по величине остров — Лакена (англ. Lakena) — также населен.

## История
Легенды гласят, что первыми поселенцами на этом атолле были две женщины — Пай и Вау, но мужчина по имени Тефолаха отобрал у них атолл. Нанумеане в честь этого празднуют христианский праздник, под названием Пати, что является аббревиатурой фразы, означающей день «Тефолахи и Иисуса».

## Население
Население по данным 2002 года составляло 664 человека.